# پورت‌ریث
پورت‌ریث (به انگلیسی: Portreath) یک روستا و محله مدنی در بریتانیا است که در کورنوال واقع شده‌است. پورت‌ریث ۱٬۳۳۶ نفر جمعیت دارد.